# Agneta Asplund
Pour les articles homonymes, voir Asplund.
Agneta Christina Asplund-Haverstal, née le 15 novembre 1955 à Arvika et décédée le 21 avril 2005 des suites d'un accident de ski, est une coureuse cycliste et triathlète suédoise.

## Biographie
Agneta Asplund a commencé sa carrière cycliste au début des années 1970 au club de cyclisme d'Arvika dans la province de Värmland où elle a remporté le championnat juniors dès sa première année en tant que coureuse cycliste sur route. Elle a remporté par deux fois les championnats nordiques sur route en 1975 dès sa première année chez les élites et deux ans plus tard en 1977. Elle a été sélectionnée cinq fois pour représenter la Suède entre 1975 et 1981 en championnat du monde, elle finira trois fois dans les vingt première dont neuvième en 1976. Elle remporte par deux fois les championnats de Suède sur route par équipes avec son club CK Stella et ses coéquipières Pia Prim et Marja-Leena Huhtiniemi. 
Elle s'est installée à Borås en 1980 où elle s'est mariée et s'est ensuite tournée vers le triathlon avec une couronne au niveau national sur courte distance en 1987 devant Kennie Olsson et Eva Lindblad, l'année suivante elle finit cinquième du même championnat national remporté par Ylva Noring[réf. nécessaire]. Asplund-Haverstal est décédée en 2005 dans un accident de ski.

## Palmarès

### En cyclisme sur route
- 1974
  - 2e du championnat de Suède sur route
- 1975
  - GP Skandinavie
- 1976
  - 3e du championnat de Suède sur route
  - 9e du championnat du monde sur route
- 1977
  - GP Skandinavie
  - 2e du championnat de Suède sur route
- 1980
  -  Championne de Suède sur route par équipes
- 1981
  -  Championne de Suède sur route par équipes
  - 3e du championnat de Suède sur route
- 1982
  - 3e du championnat de Suède sur route

### En triathlon
Le tableau présente les résultats les plus significatifs (podium) obtenus sur le circuit national de triathlon depuis 1987[réf. nécessaire].
| Année | Compétition                                         | Pays  | Position      | Temps  |
| ----- | --------------------------------------------------- | ----- | ------------- | ------ |
| 1987  | Championnat de Suède de triathlon (courte distance) | Suède | Médaille d'or | Timing |